# Gino Meneghel
Gino Gaetano Meneghel (San Stino di Livenza, 19 settembre 1909 – Padova, 3 giugno 1979) è stato un medico, scrittore e partigiano italiano.

## Biografia
Meneghel Gino Gaetano era figlio di Giobatta e di Giuseppina Capuzzo. Nel 1932, si trasferì da San Stino di Livenza a Bologna dove studiò e si laureò in medicina.
Nel 1939 si sposò una prima volta a Crespano del Grappa con Giuseppina “Pucci” Carbonin, che morì di incidente stradale nel 1961. In tarda età si risposò a Feltre, con Stefania Corso. Non ebbe figli.
Negli anni prima della seconda guerra ricoprì l'incarico di medico condotto nei comuni di Cesiomaggiore, Sedico, Santa Giustina, Lentiai e Mel. 
Nel dopo guerra fu, dal 1946 al 1976, primario dell'ospedale psichiatrico di Feltre. È sepolto nel cimitero di Feltre.

## Antifascista e partigiano
Era medico della Croce Rossa dal 1939 quando nel dicembre 1942 fu denunciato al consiglio disciplina del Partito Nazionale Fascista di Belluno per un suo violento diniego di iscriversi, in quanto medico della Croce Rossa Italiana al Corpo medico della MVSN, la Milizia Volontaria per la Sicurezza dello Stato, le “Camicie Nere”. 
Nel 1943/1944, quando era medico condotto a Cesiomaggiore, pur dichiarandosi “apolitico” con idee liberali decise di organizzare con il “comunista” Oreste Gris una SAP (Squadre di azione patriottica). Mise a verbale nelle schede dei partigiani che aveva deciso «per collaborare alla cacciata del comune nemico: nazi-fascismo.» La squadra che lui comandò nella prima fase (primavera 1944) fu chiamata con il suo primo nome di battaglia, “Civetta” . 
Nell'estate 1944 divenne il comandante “Bene”, il medico della Brigata Garibaldi "Antonio Gramsci" (Feltre) presso il comando di Pieténa sulle Vette Feltrine. In autunno 1944 fu arrestato dai nazifascisti. Dopo lunghe torture lo deportarono nel campo di transito di Bolzano dove fu detenuto fino al maggio 1945.

## Scrittore e poeta
La sua seconda passione, oltre alla psichiatria, fu la poesia e la letteratura. Scrisse e a pubblicò poesie e saggi in diversi giornali e riviste. Iniziò fin dagli anni universitari e continuò fino alla morte. Dalle numerose presentazioni e prefazioni dei suoi libri emerge che scrisse, in epoche diverse, sul Il Gazzettino, edizione di Belluno, il "Gazzettino sera" di Venezia, il "Carlino Sera" di Bologna, la "Gazzetta Veneta" di Padova; il "Pomeriggio" di Bologna; "la Rana", settimanale umoristico di Bologna, il "Gazzettino Illustrato", settimanale di Venezia. La seguenti riviste: "Enotria" di Milano; "la Serpe" di Torino, rivista dell'AMSI, diretta da Corrado Tumiati; "Vitalità" di Torino; "Scena Illustrata" di Roma. 
Scrisse diversi articoli per la rivista della sua città di adozione «El campanon: rassegna di Feltre e del suo territorio». Scrisse altresì per il settimanale delle diocesi di Belluno e Feltre, "L'Amico del Popolo". Per anni fu «direttore responsabile» della pubblicazione "Riscossa Liberale" di Belluno.
Il 5 ottobre 1953 fu tra i soci fondatori dell'“Associazione Medici Scrittori Italiani – AMSI”.

## Poesie e racconti
- 1948 - Sto cuor fato cussì: poesie - Feltre - EdizioniPanfilo Castaldi - (dialetto veneto)
- 1951 - La marioneta - Feltre - Tip. Ed. P. Castaldi - (poesia, dialetto veneto)
- 1955 - Ascolti questo cuore - Torino - Minerva Medica – (riflessioni sul ruolo dei medici)
- 1959 - Achille Gaggia -(a cura di Meneghel, A. Da Borso, P. Bonsempiante) - Feltre - Tip. Panfilo Castaldi
- 1963 - El platano- Roma - Il Nuovo Cracas – (poesie in ricordo della morte della moglie)
- 1966 – Carnematta - Edizioni Vitalità – Torino (romanzo autobiografico)
- 1974 - Polvare: poesie in veneto - Nuovi sentieri - Bologna - Arti grafiche Tamari
- 1974 – Cantafavola - Abano Terme - edizioni "Il Gerione"
- 1975 - Armati e disarmati nella Resistenza per la libertà - Belluno - Nuovi sentieri - (brevi profili di protagonisti della Resistenza feltrina e bellunese)
- 1976 - Vita e finestra aperta - Feltre - EdizioniPanfilo Castaldi

## Pubblicazioni mediche
- 1951 - Relazione sul quinquennio 1946-1950 - Treviso - Industrie poligrafiche Longo e Zoppelli
- 1952 - Il bromuro di acetilcolina endovena nelle forme schizofreniche: risultati e considerazioni su cento casi – Siena - Arti Graf. Ticci
- 1952 - Socialmente pericoloso? : perizie psichiatriche - Treviso - Grafiche Longo & Zoppelli
- 1952 - Violenza e falso continuato: perizia psichiatrica - Treviso - Longo e Zoppelli
- 1955 - Contributi neuro-psichiatrici - Feltre - EdizioniPanfilo Castaldi
- 1955 - Un quinquennio di psicochirurgia nell'ospedale psichiatrico di Feltre: contributo psicoclinico e casistico a 164 interventi dei 250 praticati - Feltre - EdizioniPanfilo Castaldi
- 1955 - Relazione sul quadriennio 1951-1954 - Feltre - EdizioniPanfilo Castaldi